# Мусатов, Валерий Леонидович
Вале́рий Леони́дович Муса́тов (13 марта 1941 — 31 июля 2023) — советский и российский дипломат. Чрезвычайный и полномочный посол (2000).

## Биография
Окончил МГИМО МИД СССР (1964). Кандидат исторических наук. На дипломатической работе с 1964 года. Владеет венгерским, английским и арабским языками.
- В 1964—1965 годах — референт Пятого Европейского отдела МИД СССР.
- В 1965—1966 годах — стажёр Посольства СССР в Венгрии.
- В 1966—1973 годах — младший референт, референт отдела ЦК КПСС.
- В 1973—1984 годах — советник, советник-посланник Посольства СССР в Венгрии.
- В 1984—1989 годах — заведующий сектором в Международном отделе ЦК КПСС.
- В 1989—1991 годах — заместитель, первый заместитель заведующего Международным отделом ЦК КПСС.
- В 1991—1993 годах — советник-консультант, консультант президента Российско-Американского университета АО «РАУ-корпорация».
- В 1994—1996 годах — главный научный сотрудник, директор Центра европейских исследований Дипломатической академии МИД России.
- С апреля 1996 по ноябрь 1998 года — заместитель директора Второго департамента стран СНГ МИД России.
- С ноября 1998 по февраль 1999 года — исполняющий обязанности директора Второго департамента стран СНГ МИД России.
- С февраля 1999 по май 2000 года — директор Второго департамента стран СНГ МИД России.
- С 29 марта 1999 по 14 июня 2000 года — член коллегии МИД России[2][3].
- С 21 апреля 2000 по 17 января 2006 года — чрезвычайный и полномочный посол Российской Федерации в Венгрии[4][5].
- С 31 августа 2000 по 25 апреля 2006 года — представитель России в Дунайской комиссии по совместительству[6][7].
- С 10 мая 2006 года — сотрудник Администрации президента Российской Федерации.

## Дипломатический ранг
- Чрезвычайный и полномочный посланник 1 класса (13 апреля 1999)[8].
- Чрезвычайный и полномочный посол (8 июня 2000)[9].

## Награды и почётные звания
- Благодарность президента Российской Федерации (2 апреля 2001) — За активное участие в подготовке Договора о создании Союзного государства между Российской Федерацией и Республикой Белоруссия[10].
- Заслуженный работник дипломатической службы Российской Федерации (21 сентября 2003) — За активное участие в реализации внешнеполитического курса Российской Федерации и многолетнюю добросовестную работу[11].

## Семья
Был женат, имел дочь и сына.